# Endiandra leptodendron
Endiandra leptodendron är en lagerväxtart som beskrevs av B.P.M. Hyland. Endiandra leptodendron ingår i släktet Endiandra och familjen lagerväxter. Inga underarter finns listade i Catalogue of Life.